# 莱图瓦勒 (汝拉省)
莱图瓦勒（法語：L'Étoile，法語發音：[letwal]）是法国汝拉省的一个市镇，位于该省西部，属于隆斯勒索涅区。

## 地理
莱图瓦勒（46°42'51"N, 5°32'8"E）面积6.13 平方千米，位于法国勃艮第-弗朗什-孔泰大區汝拉省，该省份为法国东部内陆省份，北起上索恩省，西北接科多尔省，西临索恩-卢瓦尔省，南至安省，东与杜省和瑞士接壤。
与莱图瓦勒接壤的市镇（或旧市镇、城区）包括：坎蒂尼、蒙莫罗、勒潘、普莱努瓦索、塞耶河畔吕费、圣迪迪耶、下皮蒙新城、阿尔莱。

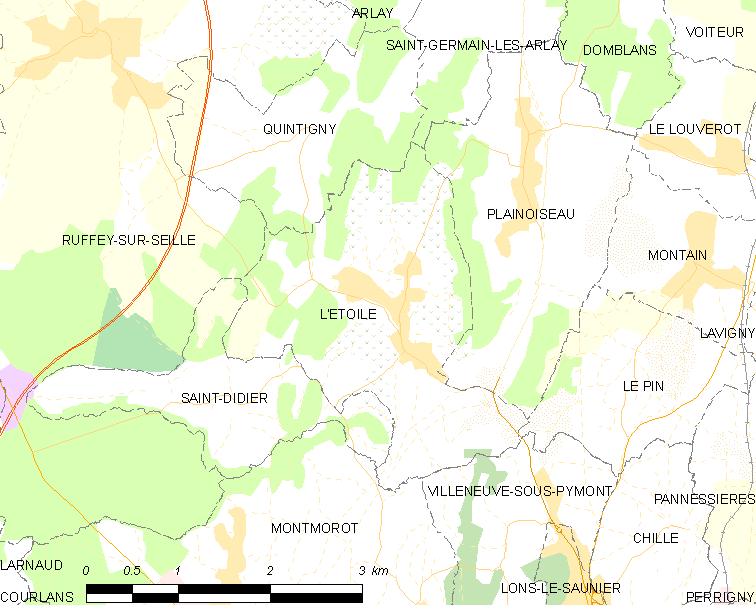
的OSM定位图

莱图瓦勒的时区为UTC+01:00、UTC+02:00（夏令时）。

## 行政
莱图瓦勒的邮政编码为39570，INSEE市镇编码为39217。

## 政治
莱图瓦勒所属的省级选区为隆斯勒索涅第一县。

## 人口

1962-2008年间人口变化图示

莱图瓦勒于2022年1月1日时的人口数量为573人。